# Notationskunde
Unter Notationskunde (musikalische Paläographie) versteht man die Wissenschaft von der musikalischen Notation. Sie ist eine Teildisziplin der historischen Musikwissenschaft, die sich mit der Erforschung der Geschichte der musikalischen Notation und der Übertragung alter Notationen in moderne Notation befasst.